# تاقديت
تاقديت بلدية بدائرة برج أوخريص ولاية البويرة الجزائرية.
...

## مواضيع ذات صلة
- بلديات ولاية البويرة
- دوائر ولاية البويرة